# اتاق ناهارخوری

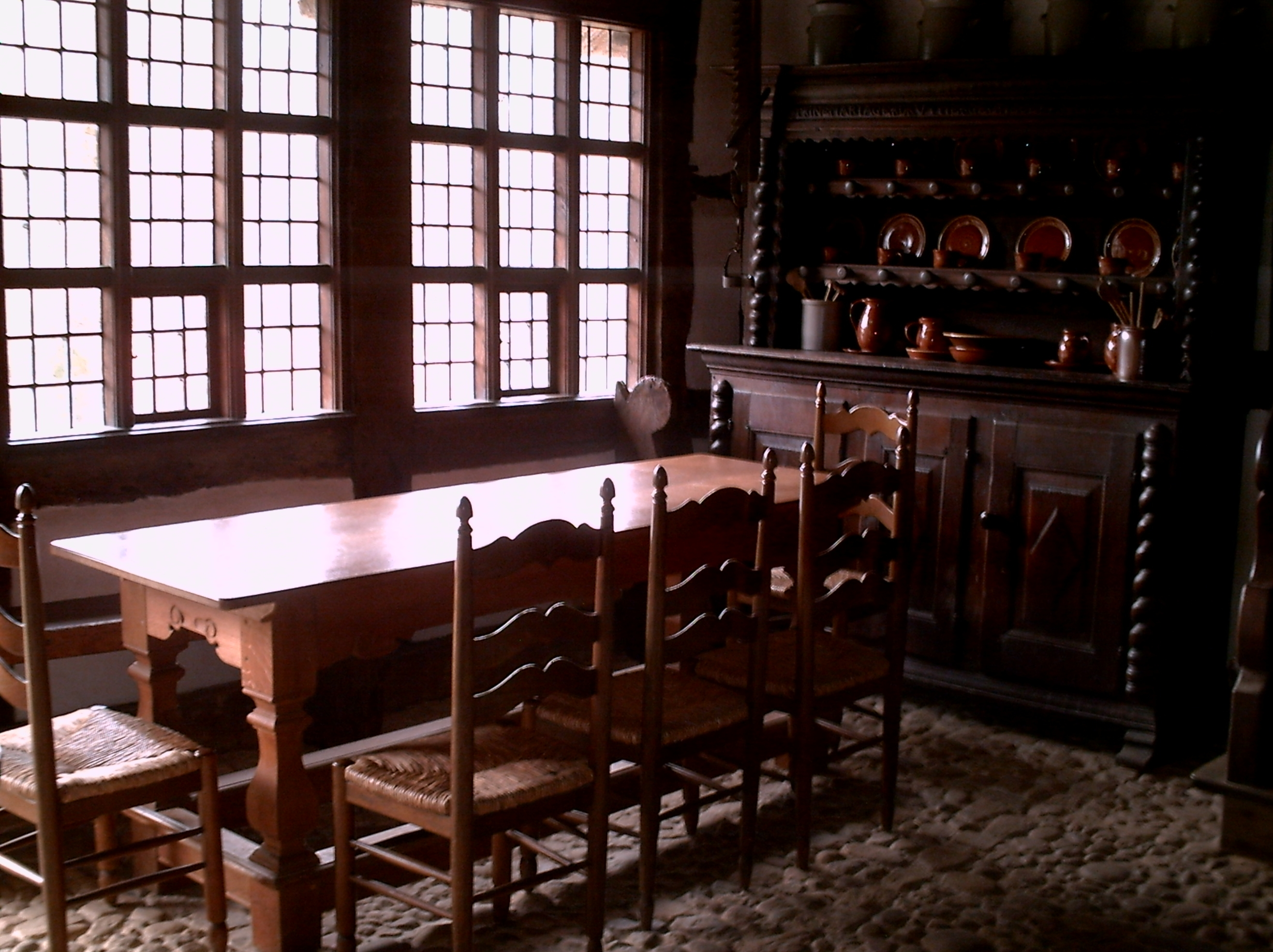
یک اتاق ناهارخوری سنتی در آلمان

اتاق ناهارخوری (Dining room) یا چاشتگاه  یا به فارسی افغانستان اتاق نان‌خوری فضای محصوری است که به خوردن غذا اختصاص دارد. در دوران مدرن، برای آسان‌تر نمودن پذیرایی، نزدیکی میان اتاق نهارخوری و آشپزخانه (از نظر معماری) رایج است. در حالی که در گذشته چنین نبود و برای مثال، در قرون وسطی، آشپزخانه و اتاق نهارخوری در دو طبقه گوناگون بنا ساخته می‌شد.
به‌طور سنتی چاشتگاه با میز بزرگ نهارخوری و صندلی‌های پشتی‌دار بدون دستهٔ نهارخوری مبله می‌شود.